# Lugove (Bilohirsk)
|  | Per a altres significats, vegeu «Lugovoie». |

Lugove (en (ucraïnès): Лугове, rus: Луговое, Lugovoie) és un poble de la República Autònoma de Crimea a Ucraïna, que el 2014 tenia 203 habitants. Pertany al districte de Bilohirsk.